# Пезінок
Пезінок (словац. Pezinok, угор. Bazin) — місто, громада, адміністративний центр округу Пезінок, Братиславський край, Словаччина. Кадастрова площа громади — 72,76 км². Населення — 22 861 особа (за оцінкою на 31 грудня 2017 р.).
Перша згадка 1208 року.

## Населення
| Рік:            | 1994.  | 2004.   | 2014.   | 2024.    |
| --------------- | ------ | ------- | ------- | -------- |
| Кількість осіб: | 21 552 | 21 147  | 22 129  | 24 375   |
| Різниця:        |        | -1,87 % | +4,64 % | +10,14 % |

| Рік:            | 2023.  | 2024.   |
| --------------- | ------ | ------- |
| Кількість осіб: | 24 506 | 24 375  |
| Різниця:        |        | -0,53 % |